# Dörrvakt

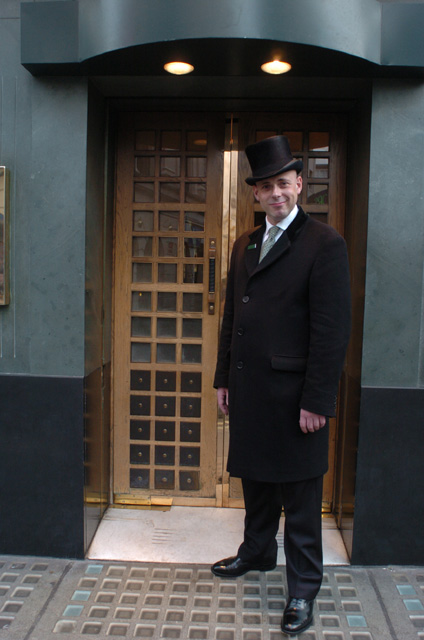
Dörrvakt i London.

En dörrvakt är en person som övervakar entrén vid till exempel nattklubbar, krogar eller restauranger.
En dörrvakts uppgift kan utöver att övervaka entrén och välkomna gäster vara att kontrollera att gäster uppfyller de eventuella krav som ställs, till exempel en viss ålder eller klädsel, och om så inte är fallet neka inträde. En person med uppgift att välkomna och hjälpa gäster tillrätta kan även kallas entrévärd.